# Concatedral de San Everardo
La catedral de San Everardo (en alemán: Stadtpfarrkirche St. Eberhard o Domkirche St. Eberhard) es el nombre que recibe un edificio religioso que pertenece a la Iglesia católica y funciona la catedral en la ciudad de Stuttgart en Alemania. Está dedicada a San Everardo (Eberhard). Desde 1978, ha sido la concatedral de la diócesis de Rotemburgo-Stuttgart, cuyo templo principal es la catedral de Rottenburg. En el marco del 150.º aniversario de la diócesis  la iglesia promovió el cambio de su nombre como la Diócesis de Rottenburg-Stuttgart.